# Uromyrtus emarginata
Uromyrtus emarginata là một loài thực vật có hoa trong Họ Đào kim nương. Loài này được (Pancher ex Baker f.) Burret miêu tả khoa học đầu tiên năm 1941.